# Winnebago (Illinois)
Winnebago es una villa ubicada en el condado de Winnebago en el estado estadounidense de Illinois. En el Censo de 2010 tenía una población de 3101 habitantes y una densidad poblacional de 614,63 personas por km².

## Geografía
Winnebago se encuentra ubicada en las coordenadas 42°16′2″N 89°14′2″O / 42.26722, -89.23389. Según la Oficina del Censo de los Estados Unidos, Winnebago tiene una superficie total de 5.05 km², de la cual 5.05 km² corresponden a tierra firme y (0%) 0 km² es agua.

## Demografía
Según el censo de 2010, había 3101 personas residiendo en Winnebago. La densidad de población era de 614,63 hab./km². De los 3101 habitantes, Winnebago estaba compuesto por el 96.71% blancos, el 1.03% eran afroamericanos, el 0.23% eran amerindios, el 0.39% eran asiáticos, el 0% eran isleños del Pacífico, el 0.42% eran de otras razas y el 1.23% pertenecían a dos o más razas. Del total de la población el 1.77% eran hispanos o latinos de cualquier raza.